# Дельбоннель, Брюно
Брюно́ Дельбонне́ль (фр. Bruno Delbonnel; род. 1957, Нанси, Франция) — французский кинооператор и режиссёр. Лауреат премии «Сезар» за операторскую работу в фильме «Долгая помолвка», многократный номинант на премию «Оскар».

## Биография
Родился в 1957 году в городе Нанси, Франция. В десятилетнем возрасте переехал с родителями в Париж. Увлёкся фотографией. Учился в частной киношколе. В 1975 начал снимать короткометражные и анимационные ленты, получил поддержку известного оператора старшего поколения Анри Алекана. Окончил философский факультет Сорбонны и Высшую школу кинематографических исследований (ESEC, 1978). В 1980 побывал в США, познакомился с Нестором Альмендросом. С 1979 постоянно работает с Жаном-Пьером Жене.
Является членом Французского и Американского общества кинооператоров.

## Операторские работы
- 1984 — Нет покоя Билли Брако (реж. Жан-Пьер Жёне)
- 1993 — Не всем повезло иметь родителей-коммунистов (реж. Жан-Жак Зильберман)
- 2001 — Кошачье мяу (реж. Питер Богданович)
- 2001 — Амели (реж. Жан-Пьер Жёне)
- 2003 — Ни за, ни против (а совсем наоборот) (реж. Седрик Клапиш)
- 2004 — Долгая помолвка (реж. Жан-Пьер Жёне)
- 2006 — Дурная слава (реж. Дуглас Макграт[англ.])
- 2007 — Через Вселенную (реж. Джули Теймор)
- 2008 — Гарри Поттер и Принц-полукровка (реж. Дэвид Йейтс)
- 2011 — Фауст (реж. Александр Сокуров, номинация на премию «Ника»)
- 2012 — Мрачные тени (реж. Тим Бёртон)
- 2013 — Внутри Льюина Дэвиса (реж. Братья Коэн)
- 2014 — Большие глаза (реж. Тим Бёртон)
- 2015 — Франкофония (реж. Александр Сокуров)
- 2016 — Дом странных детей мисс Перегрин (реж. Тим Бёртон)
- 2017 — Тёмные времена (реж. Джо Райт)
- 2018 — Баллада Бастера Скраггса (реж. Братья Коэн)
- 2021 — Макбет (реж. Джоэл Коэн)
- 2021 — Женщина в окне (реж. Джо Райт)
- 2024 — Все совпадения неслучайны (реж. Альфонсо Куарон)

## Награды и номинации
Полный список наград и номинаций на сайте IMDb
| Награды и номинации                  | Награды и номинации | Награды и номинации               | Награды и номинации        | Награды и номинации |
| Награда                              | Год                 | Фильм                             | Категория                  | Результат           |
| ------------------------------------ | ------------------- | --------------------------------- | -------------------------- | ------------------- |
| «Оскар»                              | 2002                | «Амели»                           | Лучшая операторская работа | Номинация           |
| «Оскар»                              | 2005                | «Долгая помолвка»                 | Лучшая операторская работа | Номинация           |
| «Оскар»                              | 2010                | «Гарри Поттер и Принц-полукровка» | Лучшая операторская работа | Номинация           |
| «Оскар»                              | 2014                | «Внутри Льюина Дэвиса»            | Лучшая операторская работа | Номинация           |
| «Оскар»                              | 2018                | «Тёмные времена»                  | Лучшая операторская работа | Номинация           |
| BAFTA                                | 2002                | «Амели»                           | Лучшая операторская работа | Номинация           |
| BAFTA                                | 2014                | «Внутри Льюина Дэвиса»            | Лучшая операторская работа | Номинация           |
| BAFTA                                | 2018                | «Тёмные времена»                  | Лучшая операторская работа | Номинация           |
| «Сезар»                              | 2002                | «Амели»                           | Лучшая операторская работа | Номинация           |
| «Сезар»                              | 2005                | «Долгая помолвка»                 | Лучшая операторская работа | Победа              |
| «Независимый дух»                    | 2014                | «Внутри Льюина Дэвиса»            | Лучшая операторская работа | Номинация           |
| Премия Европейской киноакадемии      | 2001                | «Амели»                           | Лучшая операторская работа | Победа              |
| Премия Европейской киноакадемии      | 2005                | «Долгая помолвка»                 | Лучшая операторская работа | Номинация           |
| Премия Европейской киноакадемии      | 2012                | «Фауст»                           | Лучшая операторская работа | Номинация           |
| «Спутник»                            | 2005                | «Долгая помолвка»                 | Лучшая операторская работа | Победа              |
| «Спутник»                            | 2007                | «Через Вселенную»                 | Лучшая операторская работа | Номинация           |
| «Спутник»                            | 2011                | «Фауст»                           | Лучшая операторская работа | Номинация           |
| «Спутник»                            | 2014                | «Внутри Льюина Дэвиса»            | Лучшая операторская работа | Победа              |
| «Спутник»                            | 2018                | «Тёмные времена»                  | Лучшая операторская работа | Номинация           |
| Американское общество кинооператоров | 2002                | «Амели»                           | Лучшая операторская работа | Номинация           |
| Американское общество кинооператоров | 2005                | «Долгая помолвка»                 | Лучшая операторская работа | Победа              |
| Американское общество кинооператоров | 2014                | «Внутри Льюина Дэвиса»            | Лучшая операторская работа | Номинация           |
| Американское общество кинооператоров | 2018                | «Тёмные времена»                  | Лучшая операторская работа | Номинация           |
| Британское общество кинооператоров   | 2009                | «Гарри Поттер и Принц-полукровка» | Лучшая операторская работа | Номинация           |